# Волга-Дњепр
Волга-Дњепр (рус. Волга-Днепр) је авио-компанија са базом у руском граду Уљановску. Специјализована је за транспорт тешке робе великих димензија. Компанија се служи са највећом флотом авиона Ан-124. Базна писта јој је на уљановској писти Восточниј (кодно име ULY) са испоставом на аеродрому Јемелјаново у Краснојарску.

## Путнички саобраћај
Поред транспорта робе компанија има и унутрашње путничке летове са авионима Јак-40 (40 седишта) у градове Нижњи Новгород, Пенза и Уљановск.

## Флота
Авио-компанија има у својој флоти:
- 10 Антонов Ан-124 (5 поручених)
- 7 Иљушин Ил-76 (3 поручених)
- 7 Јаковљев Јак-40
- 8 Антонов Ан-148 (поручени)
- 10 Боинг 747-400ЕРФ и Боинг 747-8Ф (поручени)